# Chevrolet Caprice
Chevrolet Caprice a fost un automobil de lux fabricat de Chevrolet (în forma sa originală, numită și Caprice first generation) între 1965 și 1996 și apoi în Mexic între 1977 și 1983. După 1996, nu a apărut un nou model care să o înlocuiasca, așa că Ford Crown Victoria, Mercury Grand Marquis și Lincoln Town Car au rămas singurele sedan-uri tradiționale americane.

## Istoric
Între 1965 și ziua de astăzi, au existat 6 generații de Chevrolet Caprice.